# شورای زنان در محاسبات
شورای زنان در محاسبات (به انگلیسی: Council on Women in Computing (ACM-W)) از مشارکت کامل زنان در تمام جنبه‌های حوزه محاسباتی حمایت، تجلیل و حمایت می‌کند و طیف وسیعی از برنامه‌ها و خدمات را به اعضای انجمن ماشین‌های محاسباتی ارائه می‌کند. شورای زنان در محاسبات، یک سازمان فعال با بیش از ۳۶۰۰۰ عضو است.

## جشن‌های زنان در محاسبات
شورای زنان در محاسبات، جشن‌های سالانه‌ای را با تمرکز بر زنان در محاسبات حمایت می‌کند. شورای زنان در محاسبات تا ۳۰۰۰ دلار سرمایه اولیه برای هر جشن فراهم می‌کند، و همچنین حمایت مالی شرکتی را جمع‌آوری و پرداخت می‌کند. هر کمیته سازماندهی جشن مسئول جمع‌آوری کمک‌های مالی اضافی در منطقه کنفرانس خود است. شورای زنان در محاسبات از مشارکت کامل زنان در تمام جنبه‌های حوزه محاسبات حمایت می‌کند، جشن می‌گیرد و از مشارکت کامل زنان در تمام جنبه‌های محاسباتی حمایت می‌کند، طیف وسیعی از برنامه‌ها و خدمات را به اعضای انجمن ماشین‌های محاسباتی ارائه می‌کند و در جامعه بزرگ‌تر برای پیشبرد مشارکت‌های فنی کار می‌کند.
جشن‌های شورای زنان در محاسبات، کنفرانس‌های منطقه ای با شرکت کنندگان جهانی از صنعت، دانشگاه و دولت است. مشارکت در جشن‌ها در حال رشد است و این رویدادها نشان دهنده برخی از بزرگ‌ترین گردهمایی‌های زنان در فناوری است.
جشن اصلی گریس هاپر از زنان در محاسبات توسط کاخ سفید ایالات متحده در صفحه خود «تاریخ ناگفته زنان در علم و فناوری» در مدخل دریاسالار خلبان گریس هاپر نیروی دریایی ایالات متحده به رسمیت شناخته شد. علاوه بر این، کنفرانس‌های شرکت‌های برجسته فناوری از جمله آنیتا هیل، بنیانگذار چان زاکربرگ، پریسیلا چان، و جاستین کاسل از دانشگاه کارنگی ملون، یکی از دانشگاه‌های برتر در علوم کامپیوتر را به خود جلب کرده‌است. این فهرست گسترش جشن‌ها را در سطح جهانی توصیف می‌کند تا بزرگ‌ترین گردهمایی زنان در محاسبات را در هند شامل شود.

### کانادا
| کنفرانس                                 | محل    | به‌طور معمول برگزار می‌شود | سال تأسیس |
| --------------------------------------- | ------ | ------------------------ | --------- |
| جشن زنان کانادایی در محاسبات (CAN-CWiC) | کانادا | سالانه در ماه نوامبر     | ۲۰۱۵      |

### اروپا
| کنفرانس    | محل                   | سال  |
| ---------- | --------------------- | ---- |
| زنان شجاعت | لارناکا، قبرس         | ۲۰۲۲ |
| زنان شجاعت | پراگ، جمهوری چک       | ۲۰۲۱ |
| زنان شجاعت | باکو، آذربایجان       | ۲۰۲۰ |
| زنان شجاعت | رم، ایتالیا           | ۲۰۱۹ |
| زنان شجاعت | بلگراد، صربستان       | ۲۰۱۸ |
| زنان شجاعت | بارسلونا، اسپانیا     | ۲۰۱۷ |
| زنان شجاعت | لینز، اتریش           | ۲۰۱۶ |
| زنان شجاعت | دانشگاه اوپسالا، سوئد | ۲۰۱۵ |
| زنان شجاعت | منچستر، بریتانیا      | ۲۰۱۴ |

### هندوستان
| کنفرانس | محل             | سال  |
| ------- | --------------- | ---- |
| AIWiC   | احمدآباد، گجرات | ۲۰۱۵ |

### فیلیپین
| کنفرانس | محل                                 | سال  |
| ------- | ----------------------------------- | ---- |
| PHIWiC  | مرکز کنوانسیون پورتو پرنسس، پاوالان | ۲۰۱۶ |

### پورتوریکو
| کنفرانس         | محل                                   | سال  |
| --------------- | ------------------------------------- | ---- |
| CCWiC-پورتوریکو | دانشگاه پورتوریکو، مایاگوئس پورتوریکو | ۲۰۱۶ |

### انگلستان
| کنفرانس        | محل                                 | سال  |
| -------------- | ----------------------------------- | ---- |
| الهام بخش ۲۰۲۰ | دانشگاه یورک، انگلستان              | ۲۰۲۰ |
| الهام بخش ۲۰۱۹ | دانشگاه کنت، انگلستان               | ۲۰۱۹ |
| الهام بخش ۲۰۱۸ | دانشگاه دی مونتفورت، لستر، بریتانیا | ۲۰۱۸ |
| الهام بخش ۲۰۱۷ | دانشگاه هرتفوردشایر، بریتانیا       | ۲۰۱۷ |
| الهام بخش ۲۰۱۵ | امپریال کالج، لندن، بریتانیا        | ۲۰۱۵ |

### ایالات متحده
| کنفرانس                                                        | محل                 | به‌طور معمول برگزار می‌شود    | سال تأسیس |
| -------------------------------------------------------------- | ------------------- | --------------------------- | --------- |
| میسوری، آیووا، نبراسکا، کانزاس زنان در جشن محاسباتی (MINK WiC) | کانزاس سیتی، میسوری | دوسالانه در نوامبر          | ۲۰۱۱      |
| جشن کوه‌های راکی زنان در محاسبات (RMCWiC)                       | دنور، کلرادو        | دوسالانه در اکتبر یا نوامبر | ۲۰۰۸      |
| جشن گریس هاپر از زنان در محاسبات                               | ایالات متحده        | سالانه در ماه اکتبر         | ۲۰۰۰      |

## بخش‌ها
شورای زنان در محاسبات، نزدیک به ۲۰۰ بخش فعال حرفه ای، مجازی و دانشجویی در سراسر جهان دارد. بخش‌های حرفه‌ای در خدمت تقویت شبکه‌های ارتباطی است و از این طریق منابع و پشتیبانی را برای زنان در نیروی کار فراهم می‌کند. بخش‌های دانشجویی در خدمت افزایش جذب و حفظ زنان در زمینه‌های محاسباتی در سطح دانشگاه هستند و فعالیت‌ها و پروژه‌های دانشجویی را ارائه می‌دهند که هدف آنها بهبود محیط‌های کاری و یادگیری برای زنان در زمینه رایانه است.